# Brachet tyrolien
« Brachet autrichien » redirige ici. Pour les autres significations, voir brachet autrichien noir et feu.
Pour les articles homonymes, voir Brachet (chien).
Le brachet tyrolien aussi appelé brachet autrichien et chien courant du Tyrol est une race de chien d'origine autrichienne. C'est un chien courant et un chien de recherche au sang.

## Historique
Le brachet tyrolien serait un descendant du chien courant celtique. Au XVIe siècle, l'empereur Maximilien Ier emploie des brachets au Tyrol. Les livres de chasse de cette époque relatent leur utilisation comme limier. La sélection en race pure commence dans les années 1860 dans le Tyrol. Parmi les nombreuses variétés de brachets du Tyrol, seules les couleurs fauve et noir et feu ont survécu. Le premier standard est rédigé en 1896 et la race est officiellement reconnue en 1908. En 1944, le brachet tyrolien de petite taille est écarté du standard.

## Standard

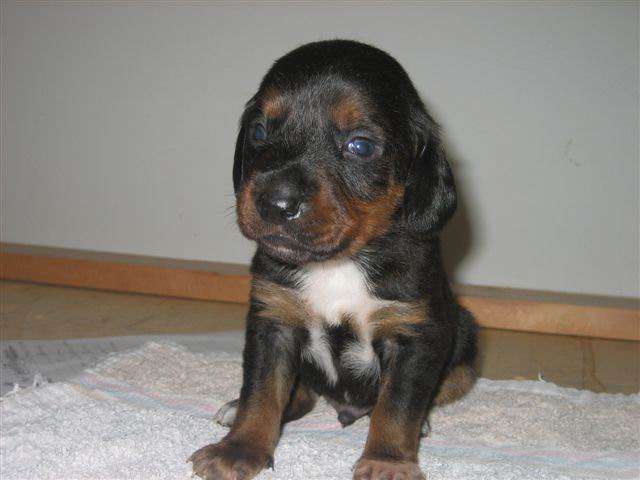
Chiot noir et feu avec une étoile au sternum.

Le brachet tyrolien est un chien courant de taille moyenne, fort, musclé, nerveux, robuste et sain, aux lignes longues et harmonieuses. Le corps est un peu plus long que haut, avec un garrot bien sorti et un poitrail bombé. La poitrine très bien descendue est modérément large, tandis que le ventre est un peu remonté. Le cou est sec et sans fanon. Attachée haut, la longue queue atteint au minimum la pointe du jarret. En action, elle est portée haut. La courbure en forme de sabre est admise.
La tête est large avec un crâne légèrement bombé et un stop marqué. Le museau est droit avec des lèvres courtes. Les yeux sont ronds et de couleur marron foncé. Les larges oreilles sont attachées haut, arrondies vers leur extrémité. 
Le poil est double, dense, plutôt grossier que fin. Il forme des culottes sur les cuisses et la queue bien pourvue de poils en brosse serrée. Deux couleurs de robes sont admises : le fauve et le noir et feu. Le fauve inclut toutes les nuances de rouge, rouge cerf ou rouge-jaune. Une couleur jaune trop claire n’est pas recherchée. Le noir et feu est pourvu d'un manteau noir avec des marques feu rouges aux membres, au poitrail, au ventre et en tête. Pour les deux variétés de couleurs, les marques blanches sont admises au collier, au poitrail et dans la région sternale, aux pieds et aux membres.

## Caractère
Le brachet tyrolien est décrit par le standard FCI comme un chien équilibré. C'est un chien passionné de chasse, endurant et sûr de lui. À la maison, le brachet tyrolien est doux et amical.

## Utilité
Le brachet tyrolien est un chien courant polyvalent pour le lièvre et le renard et est utilisé comme chien de recherche au sang. Il est idéal pour la chasse en forêt et à la montagne. L'odorat est très fin, il est bien gorgé, a du perçant et dispose d'un excellent sens de l'orientation. 
C'est un compagnon affectueux mais il lui faut de l'espace et de l'exercice. Brossage régulier.